# 拉拉·舍奎斯特
拉拉·舍奎斯特（瑞典語：Lala Sjöqvist，1903年9月23日—1964年8月8日），瑞典前女子跳水运动员。她曾代表瑞典参加1928年夏季奥林匹克运动会跳水比赛，获得女子10米跳台铜牌。